# مایا (خواننده)
کیم یونگ سوک (کره‌ای: 김영숙؛ زادهٔ ۱۷ نوامبر ۱۹۷۹) که بیشتر با نام هنری مایا (کره‌ای: 마야; انگلیسی: Maya) شناخته می‌شود، خواننده پاپ راک و بازیگر اهل کره جنوبی است. او در سال ۲۰۰۳ با انتشار آلبوم Born To Do It فعالیت خود را آغاز کرد که شامل تک‌آهنگ داغ «Azalea» بود.

## ترانه‌شناسی

### آلبوم‌های استودیویی
| عنوان                                    | جزئیات آلبوم                                                       | بالاترین موقعیت جدول | فروش           |
| عنوان                                    | جزئیات آلبوم                                                       | کره جنوبی            | فروش           |
| ---------------------------------------- | ------------------------------------------------------------------ | -------------------- | -------------- |
| Born To Do It                            | - انتشار: ۲۶ فوریه ۲۰۰۳ - ناشر: سئول انترتینمنت - فرمت: سی‌دی، کاست | ۴۶                   | - KOR: 6,825+  |
| راک استار (Rock Star)                    | - انتشار: ۱۳ مه ۲۰۰۴ - ناشر: سئول انترتینمنت - فرمت: سی‌دی، کاست    | ۹                    | - KOR: 20,916+ |
| گرلز جنریشن (Girls Generation, 소녀시대) | - انتشار: ۱ ژوئیه ۲۰۰۵ - ناشر: سئول انترتینمنت - فرمت: سی‌دی، کاست  | ۷                    | - KOR: 61,636+ |
| جاده‌ای به سوی خودم (Road To Myself)      | - انتشار: ۹ نوامبر ۲۰۰۶ - ناشر: سئول انترتینمنت - فرمت: سی‌دی، کاست | ۱۲                   | - KOR: 9,106+  |
| مایا فور (Maya Four)                     | - انتشار: ۸ آوریل ۲۰۰۸ - ناشر: سونی - فرمت: سی‌دی، کاست             | ۲۳                   | - KOR: 3,635+  |